# كريستوفر غافني
كريستوفر غافني (بالإنجليزية: Christopher Gaffney)‏ هو عالم إنسان بريطاني، ولد في 1962.